# Eleutherococcus wardii
Eleutherococcus wardii là một loài thực vật có hoa trong Họ Cuồng cuồng. Loài này được (W.W.Sm.) S.Y.Hu mô tả khoa học đầu tiên năm 1980.